# IC 1341
IC 1341 је лентикуларна галаксија у сазвјежђу Водолија која се налази на листи објеката дубоког неба у Индекс каталогу.
Деклинација објекта је - 13° 58' 33" а ректасцензија 21h 0m 16,6s. Привидна величина (магнитуда) објекта IC 1341 износи 14,3 а фотографска магнитуда 15,3. IC 1341 је још познат и под ознакама MCG -2-53-16, NPM1G -14.0591, PGC 65876.